# Şarkım Sevgi Üstüne
Låten Şarkım sevgi üstüne representerade Turkiet i Eurovision Song Contest 1987, och kom i denna tävling sist, utan poäng, vilket hände för sjätte gången i Eurovisionens historia, med nuvarande poängsystem. Låten tog dock hem en storseger i den nationella finalen, där den fick 14 röster av 16 möjliga (i och med att uttagningen skedde genom 16 representanter, varje med en röst). Låten sjöngs av den turkiska skådespelerskan Seyyal Taner, som även hade deltagit året innan i den nationella uttagningen, tillsammans med popgruppen Lokomotif. Låten var komponerad av Olcayto Ahmet Tugsuz (som även hade komponerat Turkiets bidrag till den internationella finalen 1982). Dirigent för låten var, både i den nationella uttagningen och den internationella finalen Garo Mafyan.
Låtens namn betyder Min sång om kärlek, och handlar om hur melodin ska ge fred och glädje över hela världen. Trots att låten blev utan poäng i den internationella finalen, översattes den även till franska, med en något annorlunda översättning, under namnet Une Melodie.
En rockvideo spelades även in, där Seyyal och Lokomotif syns sjunga och dansa runt Medelhavet och bland grekiska ruiner.
Framträdandet bestod i snabb och avancerad koreografi som ställde problem i både den nationella och internationella tävlingen. I den nationella uttagningen snubblade en av sångarna nästan omkull på mikrofonsladdarna, och under det internationella framträdandet fick Seyyal slänga sig åt sidan för att inte kollidera med ena gitarristen i mitten av sången. En bidragande orsak till detta missöde kan ha varit att Garo Mafyan ökade på hastigheten, så att framförandet blev nästan 14 sekunder kortare än vad som var tänkt, vilket krävde att artisterna fick röra sig snabbare på scenen.
Fredrik Belfrage, som kommenterade den internationella tävlingen fällde kommentaren att detta bidrag innehöll "kvällens kortaste kjol, kortare än hundradelen av en sekund".
Låten hade på förhand fått en överkryssad geting av Expressen, där man sarkastiskt frågade sig om gruppen hade tagit fel på vägen till en internationell ljudmässa. På dåvarande tipstjänst låg oddsen för låten att vinna på 59-1.